# Lee Zii Jia
Lee Zii Jia (chữ Hán: 李梓嘉, Hán-Việt: Lý Tử Gia, sinh ngày 29 tháng 3 năm 1998) là vận động viên cầu lông người Malaysia. Sớm được coi là một trong những tài năng trẻ xuất sắc nhất thế hệ của mình, anh đã từng giành Huy chương bạc nội dung đồng đội và Huy chương đồng tại Giải vô địch thế giới trẻ vào năm 2016, trước khi giành Huy chương bạc đồng đội nam 2 kỳ SEA Games liên tiếp vào các năm 2017 và 2019.
Năm 2019, Lee Zii Jia giành Huy chương vàng đơn nam cầu lông tại Đại hội Thể thao Đông Nam Á 2019. Chỉ một năm sau, anh là đội trưởng đoàn Malaysia thi đấu Giải vô địch đồng đội cầu lông châu Á, nơi đoàn thể thao Malaysia xuất sắc giành Huy chương bạc. Tháng 3 năm 2021, anh đánh bại đương kim vô địch Viktor Axelsen để đăng quang Giải cầu lông toàn Anh. Năm 2022, anh chiến thắng tại giải câu lông vô địch Châu Á.
Tại Thế vận hội mùa hè 2024, anh giành Huy chương đồng đơn nam.

## Thành tích

### Giải cầu lông vô địch Châu Á
Đơn nam
| Năm  | Địa điểm                                             | Đối thủ          | Thành tích   | Huy chương |
| ---- | ---------------------------------------------------- | ---------------- | ------------ | ---------- |
| 2022 | Muntinlupa Sports Complex, Metro Manila, Philippines | Jonatan Christie | 21–17, 23–21 | Vàng       |

### Đại hội Thể thao Đông Nam Á
Đơn nam
| Năm  | Địa điểm                                             | Đối thủ      | Thành tích   | Huy chương |
| ---- | ---------------------------------------------------- | ------------ | ------------ | ---------- |
| 2019 | Muntinlupa Sports Complex, Metro Manila, Philippines | Loh Kean Yew | 21–18, 21–18 | Vàng       |

### Giải vô địch cầu lông trẻ thế giới
Đơn nam
| Năm  | Địa điểm                          | Đối thủ                | Kết quả      | Huy chương |
| ---- | --------------------------------- | ---------------------- | ------------ | ---------- |
| 2016 | Bilbao Arena, Bilbao, Tây Ban Nha | Chico Aura Dwi Wardoyo | 19–21, 18–21 | Đồng       |

### BWF World Tour
Đơn nam
| Năm  | Giải đấu                   | Hạng đấu   | Đối thủ          | Kết quả              | Danh hiệu |
| ---- | -------------------------- | ---------- | ---------------- | -------------------- | --------- |
| 2018 | Đài Bắc Trung Quốc mở rộng | Super 300  | Riichi Takeshita | 21–17, 16–21, 21–11  | Vô địch   |
| 2018 | Korea Masters              | Super 300  | Son Wan-ho       | 16–21, 11–21         | Á quân    |
| 2021 | Toàn Anh                   | Super 1000 | Viktor Axelsen   | 30–29, 20–22, 21–9   | Vô địch   |
| 2021 | Hylo mở rộng               | Super 500  | Loh Kean Yew     | 21–19, 13–21, 12–17r | Á quân    |
| 2022 | Thái Lan mở rộng           | Super 500  | Li Shifeng       | 17–21, 21–11, 23–21  | Vô địch   |

### BWF International Challenge/Series
Đơn nam
| Năm  | Giải đấu                    | Đối thủ       | Kết quả                 | Danh hiệu |
| ---- | --------------------------- | ------------- | ----------------------- | --------- |
| 2016 | India International Series  | Lakshya Sen   | 13–11, 3–11, 6–11, 6–11 | Á quân    |
| 2017 | Polish International Series | Soong Joo Ven | 21–17, 21–16            | Vô địch   |

     Hệ thống BWF International Challenge
     Hệ thống BWF International Series